# Буковець (Вонґровецький повіт)
Буковець (пол. Bukowiec, нім. Bukowitz) — село в Польщі, у гміні Вонґровець Вонґровецького повіту Великопольського воєводства.
Населення — 93 особи (2011).
У 1975-1998 роках село належало до Пільського воєводства.

## Демографія
Демографічна структура станом на 31 березня 2011 року:
|          | Загалом | Допрацездатний вік | Працездатний вік | Постпрацездатний вік |
| -------- | ------- | ------------------ | ---------------- | -------------------- |
| Чоловіки | 49      | 7                  | 35               | 7                    |
| Жінки    | 44      | 10                 | 27               | 7                    |
| Разом    | 93      | 17                 | 62               | 14                   |